# 교향곡 다장조 (바그너)
교향곡 다장조 WWV.29는 리하르트 바그너가 완성한 유일한 교향곡이다.

## 개요
바그너라고 하면, 흔히 오페라 등의 무대 작품 또는 그 작품에서 거의 독립된 형태로 자주 연주되는 서곡이나 전주곡을 떠놀리게 된다. 이것은 그의 피아노 소나타와 현악4중주 등의 순수한 기악곡이 거의 잊혀져가고 있는 것이라고 말할 수 있다. 또한 이 작품들이 그의 극음악과 비교해 볼 때, 완성도와 내용의 충실도가 뒤떨어진다는 것을 의미하는 것일 수도 있다. 그러나 이 교향곡 다장조에는 교향곡으로서 적지 않게 흥미로운 요소가 포함되어 있으며, 또한 바그너의 학습기 직후의 작품이기 때문에 훗날 극음악의 거장이 된 그를 이해하는 데에도 꽤 중요한 작품이다. 물론 그런 연구적인 요소 외에 하나의 완성 된 예술 작품으로서도 충분히 즐거움을 주는 음악이다.
그는 교향곡을 2곡 썼는데, 1834년에 기회음악으로 작곡한 교향곡 마장조는 제1악장과 아다지오 2악장의 29마디까지만 쓰고 미완성으로 끝났다. (나중에 2악장은 보필됨.) 따라서 바그너가 완성한 교향곡으로는 이 교향곡 다장조를 들 수 있다. 이 교향곡은 형식과 작곡기법면에서 놀랄 만한 완성도를 가지고 있다. 이 작품이 크리스티안 바인리히(Christian Theodor Weinlig, 1780~1842, 클라라 슈만의 작곡 스승으로도 알려져 있음, 토마스 교회의 지휘자) 밑에서 처음으로 작곡 수업을 마치고 난 직후인 19세 청년의 작품인 것을 감안할 때, 그 힘있는 음악 기법은 가히 감탄할 만한 것이다. 확고한 형식이 유지되고, 정돈된 음악적 대비를 멋지게 담아내었을 뿐 아니라 정교한 조바꿈도 자주 나타나므로 풍부한 울림을 감상할 수 있다. 바그너는 1830년경부터 많은 연주회용 서곡을 작곡하였으며 그런 경험이 교향곡 작곡에 자신감을 갖게 했을 것이다. 이 곡은 1832년 6월에 라이프치히에서 작곡하였다.
바그너의 가족들은 1882년 9월 14일에 베니스로 여행을 떠났는데, 그 곳에서 반년 정도 머룰고 있던 1883년 2월 13일에 바그너는 심장마비로 사망하였다. 이 체류기간 중인 1882년 12월 24일, 바그너는 아내 코지마의 생일 파티를 겸한 연주회를 페니체 극장에서 개최하였는데, 50년 전에 작곡한 이 교향곡을 자이톨이 만든 복원 총보를 사용하여 바그너 자신이 직접 연주하였다. 지금은 분실되고 말았지만, 원본 총보로 연주된 초연은 작곡 후 곧바로 1832년 11월에 프라하 음악원에서 디오니스 베버(Dionys Weber, 1799 ~ 1842, 체코의 작곡가이며 프라하 음악원 설립에 공헌한 음악교수)의 지휘로 이루어졌다. 이듬해인 1833년 1월에는 라이프치히의 게반트하우스 오케스트라가 재연하기도 했다. 이 때 바그너는 당시 게반트하우스의 상임지휘자였던 멘델스존에게 이 곡의 총보를 선물하였는데 바그너의 바램대로 재연은 됐으나 멘델스존이 재연한 후 실수로 총보를 분실한다. 현재까지도 분실된 총보는 아직 발견되지 않고 있다. 이 일은 바그너의 반유대주의 셩향을 갖게 된 계기 中 하나가 된다.
이 곡은 1911년에 라이프치히의 M. 브로크하우스 출판사에서 초판(파트보)이 출판되었고, 곧이어 브라이트코프흐 & 헤르텔 출판사에서 발간한 전집판에 수록되었다. 출판하게 된 경위는 잊혀져 있던 이 곡을 빌헬름 타페르트(Wilhelm Tappert, 1830 ~ 1907, 바그네리안으로 유명한 음악학자)가 재평가한 것을 받아들여 안톤 자이들(Anton Seidl, 1850 ~ 1898, 니벨룽의 반지의 완정 초연으로 유명한 지휘자로, 후에 뉴욕으로 가서 드보르작의 신세계 교향곡의 초연을 지휘함)이 남아있는 파트 악보를 가지고 복원한 총보와 편곡, 필사한 파트 악보를 따르고 있다.

## 편성
플루트2, 오보에2, 클라리넷2, 바순2, 호른4, 트럼펫2, 트롬본3, 팀파니, 현5부

## 연주시간
- 약 40분 (또는 35분)

## 작품의 내용

### 제1악장
소스테누토 에 마이스토소 - 알레그로 콘 브리오 다장조 4/4박자. 54마디의 서주와 반복이 있는 제시부, 명확한 주제 전개에 의한 발전부, 고전적인 형태를 따른 재현부 그리고 제2악장의 시작에 중요한 의미를 주는 종결부 등 잘 정돈되어 있는 소나타 형식을 취하고 있다. (반복을 포함하지 않고 468마디) 힘찬 다장조의 카덴차가 관현악의 투티로 5마디 연주된다. 명확한 기능화성을 따르고는 있지만 3마디에서는 2도 조(調)의 딸림화음을, 5마디에서는 도펠도미난테(Doppeldominante)를 차용하여 풍부한 색채를 암시하면서 시작된다. 2박자의 휴지 후에 플루트와 클라리넷이 등장하고 한 마디 늦게 바이올린이 서주 주제를 제시한다. 반음씩 하행하는 경과화음을 이용하여 장조와 단조의 울림을 모두 표현하려는 바그너의 독특한 화성을 들을 수 있다. 서주부는 악보1에서 a로 표시된 동기를 통일 소재로 하여 구성되는데, 또다른 중요한 소재가 11마디에서 목관악기군으로 나타나며 이 2개의 소재가 원과 같은 음형을 유지하면서 구성되어 어지럽게 조바꿈을 거듭하면서 발전된다. 이 악보1의 a소재가 마지막까지 남아 A단조의 딸림화음으로 반종지하여 서주부를 마친다.
알레그로 콘 브라오가 되는 55마디부터 제시부가 시작된다. A단조의 딸림화음을 이어받아 바이올린이 E음을 트레몰로로 연주하여 시작된다. 이것은 A단조의 딸림화음이 아니라 C장조의 제3음을 하기 시작한다. 이 트레몰로를 바탕으로 호른과 현이 저음부에서 제1주제를 제시한다. 이 주제동기가 C음의 지속저음 위에서 대담한 불협화음을 이루면서 제5도음을 하행시킨 G단조와 B♭단조적인 울림을 거쳐 강조되면, 78마디부터 투티의 ff로 명확한 형태의 주제가 확보된다. 주제의 후반은 특정적인 리듬을 가진 동기를 중심으로 크게 발전된다. 하행 음계의 성격을 가진 경과음형이 점차 확실한 형태가 되어 110마디부터 ff로 나타나면, 112마디에 G음의 지속저음이 놓이고 그 위에 바이올린이 제2주제를 제시한다. 이미 암시된 하행음형 동기가 완전하게 발전된다. 그 속에 에핏드와 같은 악구가 처음에는 플루트 이어서 바이올린으로 나타나고, 다시 제2주제의 발전적 경과구가 되어 133마디에서 투티의 확보부에 이른다. 
폭풍우와 같은 발전적인 확보부가 클라이맥스를 이룬 후 갑자기 조용해지고, 클라리넷과 바순이 돌체(Dolce)로 온화하게 제2주제의 주요동기를 연주한다. 이어서 다른 악기가 더해져 제2주제의 중요성을 확인하는 듯한 악절로 제시부를 마친다. 이 제시부에는 8마디의 반복 이행구가 있는데, 제2주제의 소재를 A단조처럼 사용하여 서주부의 마지막과 같은 화음으로 반종지한다. 발전부는 170마디(반복되는 8마디 제외)에서 시작된다. 저현부가 B음부터 반음계적으로 상행하는 긴 저음 위에서, 제1주제의 전반부 동기인 악보3의 B가 같은 모양으로 반복하여 발전한다. 저음현이 E♭음까지 상행하면 일시적으로 E♭장조가 확립되고, 제1주제의 후반 동기인 악보4의 C도 더해져서 새로운 전개가 시작된다. 216마디부터는 제2주제의 동기인 악보4의 D와 E가 더해져서 4개의 소재를 사용한 폴리포닉적인 기법을 볼 수 있는데, C와 D를 연속하여 만든 새로운 선율 소재를 주고받아 여러 가지 악기로 연주하는 것이 특징이다. 이어서 C를 모든 현악기가 힘차게 연주하면 그것을 쫓듯이 관악기로 연주하는 짧지만 투티에 의한 클라이맥스가 이루어진다. 클라이맥스 후에 오보에가 p로 제2주제의 동기 d를 연주하면서 새로운 분위기로 바뀌어 발전부가 점차 마무리된다. 오보에에 이어 바순이 다시 한번 이 음형을 연주하면 재현부에 G#음의 지속저음이 놓이고 이번에는 제1주제의 동기 b가 바순으로 연주된다. 잠시 후에 이것을 부정하듯 다른 악기들이 f로 긴 화성을 연주한다. 그러나 바순은 다시 동기 b를 연주하여 재현부에 대한 강한 집착을 나타낸다. 이런 모습이 4회 반복되면, 화성이 으뜸조의 딸림화음으로 이동하여 ff의 투티에 의해 제1주제로 돌아가 재현부가 된다.
307마디 이후의 재현부는 제시부보다 주제가 세련되게 나타나며, 불필요한 이행구없이 계속되어 323마디 이후에 제2주제도 나타난다. 제1주제의 영향을 받아 조금은 변화되지만 340마디 이후에는 원래의 형태가 재현된다. 이어서 악보5의 에피소드 악구도 재현된다. 그러나 제2주제부는 멈추지 않고 마치 발전부처럼 크게 확장된다. 동기 E에 의한 발전 후에 ff의 긴 화음으로 끝나면, 이번에는 바이올린이 p로 동기 C를 연주하여 제1주제를 사용한 코다에 가까워졌음을 암시한다. 이때 오보에나 클라리넷으로 강조된 D음 동기가 간주처럼 삽입된다. 이것은 나중에 제2악장을 시작하는 데 큰 역할을 하는 음형이 된다. 420마디부터 제1주제를 이용한 코타가 이어지며 종지 바로 앞에 451마디부터 동기 E가 다시 회상되는데, 압도적인 ff의 투티에 의한 종지화음 속에 흡수된다.

### 제2악장
안단테 마 논 트로포 운 포코 마에스토소 가단조 3/4박자. 느린 악장으로서 고전적인 가요 형식은 아니고 발전부를 생략한 소나타 형식. 또는 론도 형태의 구성이다. 내용면에서 보면 대체로 A-B-A-B-코다의 형식 구조이며 280마디로 구성되어 있다. 오보에와 클라리넷으로 시작되는 이 음형은 제1악장의 코다에 있던 것이며, 이 목관의 2음 동기는 언제나 제1주제가 나타나기 직전에 사용된다는 종요한 의미를 가지고 있다. 제1주제는 현악기군으로 제시된다. 이 제1주제부는 단편적인 주제 악구가 쉼표 사이에서 차례로 나타나 변형되면서 발전한다. 이 제1주제부는 단편적인 주제 악구가 쉼표 사이에서 차례로 나타나 변형되면서 발전한다. 그러나 본격적인 주제로서 제시되는 것은 17마디부터 비올라와 첼로의 유니즌으로 연주되는 건 노래일 것이다. 
이 노래는 현악기를 중심으로 발전되며, 관악기는 기준박자를 알리듯이 화성을 연주할 뿐이다. 주제는 크게 변화하지 않으며, 조성도 거의 A단조에서 벗어나는 일이 없다. 이후 악기의 등장이 둔해지고 첼로에만 단편적인 주제가 남아 E음으로 유지되면, 악장 첫머리에 나타났던 악보6의 2음 동기가 오보에와 클라리넷으로 연주되고 현악기의 피치카토에 의한 네 마디의 이행구를 이끌어내어 반종지로 제1부를 마친다. 62째마디부터의 제2부는 아주 다른 양상을 보인다. 모든 관악기와 팀파니가 ff의 장중한 화음을 가진 당당한 음형으로 시작된다. 계속해서 호른과 트럼펫이 위엄있게 신호풍의 리듬을 연주한다. 팀파니의 F음 트레몰로만 보아도 이 부분이 F장조라는 것은 분명한데, 5도음을 상행으로 변형시켜 D단조의 뉘앙스까지도 도입하고 있다. 이 관악기에 의한 악절이 끝나면 현악기가 상하행 음계의 악구를 연주하고 75마디에서 투티에 의해 주제가 확고하게 주제다운 형태로 나타나고 있다. 
관악기와 현악기의 소재는 섞이지 않고 균형을 이루면서 발전한다. 단, 제1부와는 달리 많은 화음을 차용하여 조성적인 통일은 이루어지지 않았다. 96마디부터 현악기군의 트레몰로 화음 위에서 관악기가 제2부에서 나타난 것과 동일한 악절을 C장조의 색채를 도입하면서 제2부의 종지로 이끌어간다. 103마디에서 악보6의 2음 동기가 오보에에 이어서 트롬본으로 나타나 이 부분을 마친다. (여기까지 B) 106마디부터 125마디까지는 2음 동기를 완벽하게 이용한 발전적 이행구로 되어 있다. 이 이행구에는 아주 소극적기는 하지만 제1부, 제2부 주제의 부분적 동기를 사용한 변형도 저현부에 나타난다. 126마디부터 A가 다시 나타난다. 2음 동기에 의한 서주적 부분은 바로 앞의 다시 등장하는데, 이행적인 악구를 생략한 질서정연한 형태로 주요부가 재현되어 나타난다. 172마디부터 앞에 나타났던 오보에와 클라리넷의 2음 동기에 의해서 A가 다시 등장한다. 확고한 A장조의 주제부에 의한 19마디 규모로 축소되어 있다. 이어서 B첫머리 부분의 4마디도 부수적으로 회상된다. 195마디부터의 마지막 부분은 바이올린이 연주하는, 제1부 주제의 단편적인 음악을 곁들인 조용하고 회상적인 코다가 이어지고 사라지듯이 악장을 마친다. 

### 제3악장
알레그로 아사이 C장조 3/4박자 명확히 적혀 있지는 않지만 내용면으로 보아 스케르초풍의 악장이라고 할 수 있다. 음악적 내용의 전환점에 반복기호나 겹세로줄이 있어 구성이 명확하게 되어 있다. 대략적인 형색을 기호로 표시하면 A-B-A-B-A가 되며, 2개의 주제부가 교대로 나타나도록 구성되어 있다. B부분은 약간 템포가 느려지고 주제도 A부분에 비해 유동적이기 때문에, 트리오족인 성격이 있다는 것을 알 수 있다. 또한, 마지막 A는 프레스토로 되어 주제의 명확한 회귀(回歸)라기보다는 오히려 코다적인 특성을 갖게 되는 것도 주목할 필요가 있다. 반복을 제외하면 전체가 451마디로 이루어져 있다. 알레그로 아시이는 힘차게 제1부 주제의 주요 동기를 2번 연주하여 시작한다. 아포지아투라(앞꾸밈음)를 잘 이용한 이 음형은 스케르초 악장의 소재로 알맞은 것이다. 5마디부터 주제가 제시된다. 이 스타카토의 하행 악구에 이어서 현악기군으로 상행 응답악기가 연주되어 주제부 전체를 완성한다. 
40마디에 반복기호가 있어 5마디로 되돌아온다. 41마디부터는 아포지라투라가 잇는 2음 동기를 관악기가 계속 유지하는 가운데, 현악기가 새롭게 부드러운 소재를 제시하기 시작한다. 이와 같은 소재로 계속 발전하여 124마디의 반복기호에 이른다. 세 마디의 이행구 후에 제2부가 시작된다. 운 포코 메노 알레그로(알레그로보다 약간 느리게)로 조금 속도릉 늦추는 128마디부터는 트리오가 된다. 스케르초의 주요부와는 젼혀 다를, 순차진행하는 부드러운 주제가 관악기의 풍부한 울림으로 연주된다. 이 주제의 형태는 거의 바뀌지 않고, 풍부한 조바꿈으로 음색이 바뀌면서 여러 번 되풀이되어 212마디까지 제2부를 만들어 간다. 템포 프리모(처음 빠르기로)로 213마디부터 제1부가 다시 나타나는데, 내용 변화가 거의 없으므로 다 카포적인 형태라고 해도 좋을 것이다. 234마디부터의 메노 알레그로(약간 느린 알레그로) 부분은 제2부, 즉 트리오의 재현이다. 여기에서도 별로변화는 나타나지 않아, 결국 스케르초와 트리오 전체가 다 카포되는 것과 거의 동일한 형태가 된다. 417마디부터는 템포가 프레스토로 변하여 반복부로서의 기능을 발휘하는데, 팀파니가 C장조의 음뜸음과 딸림음을 스케르초 주제동기의 리듬을 이용하여 연주하는 가운데 관악기가 긴 화음을 연주하면서 크레셴도로 진행된다. 팀파니의 리듬에 이끄려서 관현악 전체에 스케르초 주제의 동기가 다시 나타나 압도적인 클라이맥스를 이루고 악장을 마친다.

### 제4악장
알레그로 몰토 에 비바체 C장조 4/4박자. 소나타 형식으로서, 397마디로 구성되어 있다. C장조의 으뜸화음을 f로 연주한 후 한 마디의 휴지가 있고, 우후 바이올린으로 제1주제가 제시된다. 같은 형태로 거의 이 주제동기를 이용한 D단조의 응답악구가 이어진다. 쉼표를 끼고 저음현에 E장조적인 이행악구가 나타나서 경과구가 된다. 23째마디부터 주제가 f로 확보된 후의 구성은 마치 발전부가 시작된 듯이 주제를 사용한 부분이 계속된다. 그 과정에서 G장조를 향하여 제2주제부를 인도하여 A단조로 되거나, C단조로 조바꿈하면서 전개가 이루어진다. ff의 클라이맥스에 이르러 현악기군이 8분음표로 하행음계를 연주하면서 디미누엔도하며, p에 이르면 목관악기군이 폴리포닉적인 제2주제부를 제시한다. 이 3성 체제의 주제부는 각 성부에 동일한 주제적 중요성이 부여되어 있다. 이 주제부는 관악기를 중심으로, 제1주제의 소재를 사용한 현악기의 대선율과도 때때로 혼합되면서 발전한다. 점차 제1주제를 이용한 현악기군이 주도권을 잡아가고 제시부를 마무리하는 경과적 악구로 이어진다.
긴 휴지부 후에 112마디부터 시작되는 발전부는 바이올린이 제1주제의 소재를 연주한다. 그리고 중요한 역할을 하는 다른 하나는 제1주제의 제시 때에 경과주제로 나타난 것으로, 그 특성이 제2주제와 비슷하기 때문에 발전부에서 많이 이용된다. 관악기를 중심으로 폴리포닉한 전개가 부드럽게 이루어지면, 135마디부터는 현악기가 가담하여 대위법적 기법을 사용하여 아름답게 전개된다. 151마디부터는 이 소재를 선율적으로 혼합하여 발전하는 관악기와는 별도로, 아주 비슷한 형태의 제1주제 음형이 현악기로 연주되어 상반된 성격의 두 주제가 동시에 나타나는 특징적인 전개가 이루어진다. 그동안 제1주제의 음형이 점차로 위에서 나타나고, 164마디부터는 첼로와 더블베이스에 이어 비올라와 제2, 1바이올린이 교대로 나타나 제1주제를 저현부에서부터 시작하여 점차 음이 더해 가면서 완전히 주도권을 잡는다. 폭풍우와 같은 현악기의 연주가 끝나면, 193마디부터 다시 관악기로 제2주제에 경과주제를 더한 음형이 G음의 지속적을 위에서 pp로 온화하게 연주된다. C단조적인 울림을 가지고 딸림화음으로 반종지하면 제1주제의 부분동기를 이용한 선율이 저현악기로 갑자기 f로 나타나, 211마디에서 투티에 의한 으뜸음이 한 음으로 강조된다. 
재현부이다. 이 재현부는 거의 제시부의 구성에 따라 충실하게 진행되어, 두 주제 모두 고전적인 소나타 형식처럼 으뜸조로 되돌아온다. 그러나 제시부의 반복부분에 해당하는 312째마디는 F장조의 딸림7화음으로 반종지되고, 새로운 것을 암시하면서 긴 휴지부에 들어간다. 314마디부터는 발전부의 시작과 동일한 음악이 조성을 바꾸어 재현된다. 그러나 새로운 발전부로서의 성격은 약하고, 오히려 이행(移行) 악구적인 성격이 두드러진다. 이것도 그리 오래 지속되지 못하고 결국 348마디부터 제1주제를 사용한 반복부로 이어진다. 베토벤적인 느낌이 강한 코다는 363마디에서 피우 알레그로(더욱 빠르게) 더욱 빨라져 압도적인 ff의 클라이맥스에 이르고 당당한 울림과 음량 속에서 전악장을 마친다.

## 참고 문헌
- 《작곡가별 명곡해설 라이브러리》 2권 '바그너' 〈음악지우사〉 (音樂世界)